# Oleg Zaslavschi
Oleg Zaslavschi  (nume de autor Oleg B. Zaslavskii, n. 1954, Harkov)  este un fizician teoretician din Ucraina.

## Biografie
În anul 1976 a absolvit Universitatea de stat din Harkov. A fost membru ULCT în anii 1968-1982. 

## Creație științifică
A elaborat teza de candidat în științe fizico-matematice sub conducerea profesorului Vladimir V. Ulianov. Subiectul se referea la comportamentul cuantic al sistemelor cu spin, atît a antiferomagneților, cît și a sistemor cu spin mare la energii nerelativiste, când este aplicabilă Ecuația lui Schrödinger. Ulterior a trecut la probleme de mecanică cuantică relativistă în câmpuri gravitaționale intense, cum ar fi cele ale gărilor negre. După susținerea tezei de  Dr. Habilitat a trecut la abordarea problemelor de termodinamică a sistemelor din particule în câmpurile găurilor negre în spații cu diferite dimensiuni. Una dintre lucrările cele mai interesante ale lui Zaslavschii este geometria gărilor negre în stări apropiate de cea extremală. Alte domenii de interes: probleme quasi exact solubile de mecanică cuantică, gravitația în spații-timp diferite de 4 dimensiuni. Lucrează la Universitatea din Harkov în numele lui Harazin ca cecetător științific coordonator .
A publicat 180 de lucrări în reviste de prestigiu internațional. Are un indice H= 20 (ADS NASA) și un număr de citări mediu 9,2/articol.

## Distincții
Este recenzent la revistele:
- "Classical and Quantum Gravity",
- "Journal of Physics A: Math. Gen.",
- "Physical Review D".